# Бажуков Микола Серафимович
Микола Серафимович Бажуков (нар. 23 липня 1953, Троїцько-Печорськ) — радянський лижник, олімпійський чемпіон, організатор змагань з лижного спорту свого імені в Республіці Комі. Член Громадської палати Республіки Комі. Майор у відставці.

## Біографія
Народився 23 липня 1953 року в селі Троїцько-Печорську (тепер селище міського типу в Республіці Комі, Росія). Виступав за ВС (Сиктивкар), з 1977 року — ЦСКА. У збірній команді СРСР виступав з 1974 по 1984 рік.
У 1984 році перейшов на тренерську роботу, готував чоловічу збірну Комі АРСР, а також збірну лижників збройних сил. У 1991 році пішов з тренерської роботи і зайнявся приватним підприємництвом.
У 2005 році Глава Республіки Комі Володимир Торлопов призначив його своїм позаштатним радником. Нині консультує Уряд регіону з питань фізичної культури і спорту.

## Спортивні досягнення
- Олімпійський чемпіон (1976 — 15 км, 1980 — естафета 4х10 км);
- Бронзовий призер Олімпійських ігор (1976 — естафета 4х10 км);
- Чемпіон СРСР (1976, 1983 — 15 км, 1974, 1977—1979, 1981 — естафета 4х10 км);
- Срібний (1978 — 15 км, 1976 — 30 км, 1977 — 50 км, 1979 — 70 км, 1976, 1980 — естафета 4х10 км) і бронзовий (1974 — 15 км, 1975, 1983 — 30 км, естафета 4х10 км) призер чемпіонатів СРСР[2].

## Відзнаки
- Заслужений майстер спорту СРСР (1976, лижні гонки);
- Заслужений працівник фізичної культури Комі АРСР з 1976 року;
- Нагороджений двома орденами «Знак Пошани» (1976, 1980);
- Почесний громадянин міста Сиктивкара з 19 квітня 2000 року.